# Puffinus nativitatis
Puffinus nativitatis là một loài chim trong họ Procellariidae.